# Treize desserts
Die Treize Desserts („Dreizehn Desserts“) oder Calenos gehören zur provenzalischen Weihnachtstradition. Es handelt sich um die Desserts am Ende des Gros Souper, welches am Weihnachtsabend veranstaltet wird. Die Art der Desserts beruht auf alter Tradition, die Anzahl 13 ist jedoch eine moderne Schöpfung. Sie verweist möglicherweise auf eine glückbringende Funktion oder auch auf Jesus und seine zwölf Jünger.

## Hintergrund

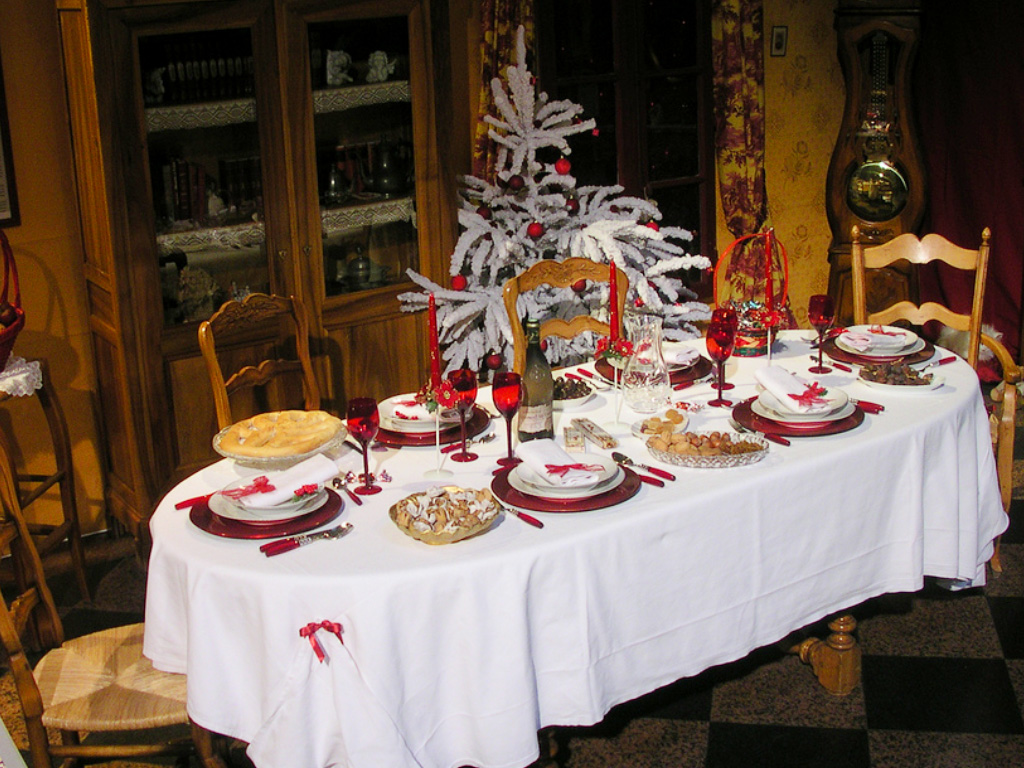
Treize desserts à Avignon:
Pompe à l’Huile
Fougasse
Walnüsse
Haselnüsse
Nougat blanc
Fruits confits
Äpfel
Birnen
Orangen
Trauben
Vin Cuit
Datteln
Pâte de Fruits

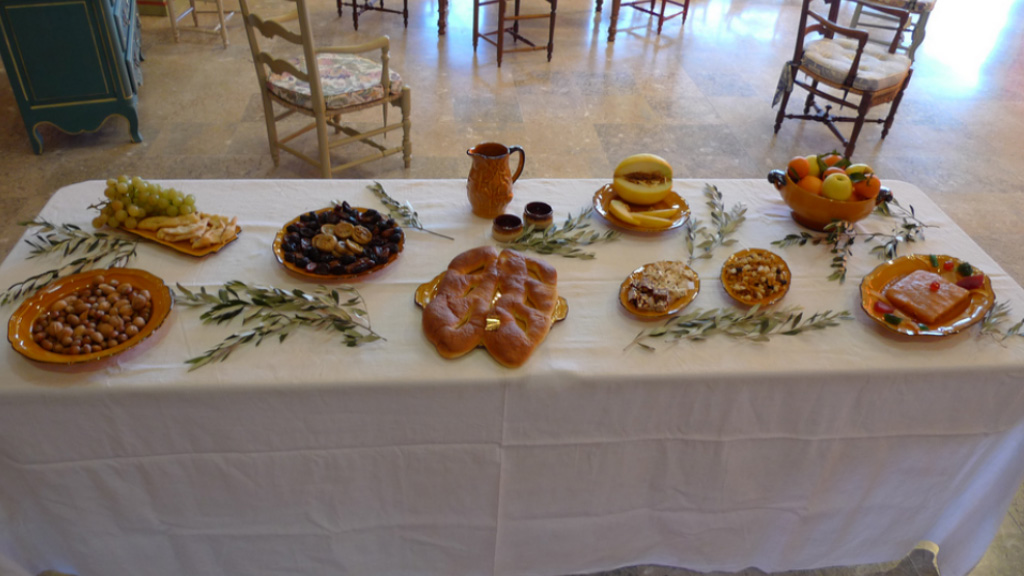
Treize desserts à Caderousse:
Äpfel
Birnen
Melon Vert
Nougat noir & Nougat blanc
Fruits confits
Calissons
Gibassié
Oreillettes
Dattes
«quatre mendiants»: Nüsse, Haselnüsse, Feigen, Mandeln und Rosinen

Normalerweise sind die Treize Desserts eine Zusammenstellung aus dunklem und hellem Nougat, ein Pompe à l’huile d’olive oder eine Fougasse à la fleur d’oranger (Gebäck, Brot), Datteln, Quatre Mendiants („Die vier Bettler“ als Repräsentanten der Ordensgemeinschaften: Walnüsse und Haselnüsse für die Augustiner, Feigen für die Franziskaner, Mandeln für die Karmeliten und Rosinen für die Dominikaner), Zuckermelone (Melon Vert), Weintrauben, Apfel-Birnenmus oder Frucht-Gelee, Korsische Orangen und/oder Clementinen, Trockenpflaumen, Walnüssen, Äpfeln, Birnen, Calissons oder kandierte Maronen, Fruchtgelee oder Fruchtkonfekt. Dazu wird Vin cuit de Provence getrunken, eine Art aus Most hergestellter Dessertwein.

## Geschichte

### Mediterrane Tradition
Während die Zahl 13 der Tradition ihr spezifisch provençales Gepräge gibt, greifen die Desserts des Gros Souper auf Traditionen zurück, die auch in anderen mediterranen Kulturen vorkommen. Die opulente Anhäufung von Süßigkeiten findet sich zum Beispiel bei den Sephardim anlässlich des Rosch ha-Schana, wo Feigen, Mandeln, Rosinen und Turrado (Turrón) serviert werden.
Auch die Griechen der Antike in Ägypten brachten ähnliche Naschereien am Fest des Jahreswechsels auf den Tisch und in Katalonien wird Weihnachten ganz ähnlich mit Touron, getrockneten Früchten und Gebäck aus Marzipan, Honig und Gewürzen gefeiert. Im Languedoc werden ähnliche Desserts serviert, nur der Vin Cuit wird durch Carthagène, einen Likörwein, ersetzt. Die Tradition will, dass nach der Mahlzeit alles an seinem Platz bleibt und selbst die Krümel auf dem Tisch gelassen werden. Das soll den unerlösten Geistern helfen, die durch die Häuser streifen und auf der Suche nach Nahrung sind. Auch die Armenier von Marseille pflegen diesen Brauch. Am armenischen Weihnachtsfest, dem 6. Januar, tischen sie die Treize Desserts mit ihren eigenen Speisen auf.
Les Calenos
Bis in die 1920er gab es keine Texte über die provenzalischen Desserts zu Weihnachten. Seit Anfang des 20. Jahrhunderts wurden gelegentlich die calenos beschrieben, die wegen ihrer Fülle und ihrer Süße gerühmt wurden.
François Marchetti, Pfarrer in Marseille, schrieb 1683 in seinem Explication des usages et coutumes des Marseillais von diesen Desserts, aber ohne eine Anzahl zu nennen. Er spricht von getrockneten und frischen Früchten und der Pompe à l’huile, mit denen die Menschen in den Tagen vor Weihnachten bewirtet werden. Aber er lässt sich mehr über die Verwendung von drei weißen Servietten aus, die die Tafel bedecken, auf der dreizehn Brote ausgelegt sind. Die zwölf kleineren repräsentieren die zwölf Apostel und das größere steht für Jesus Christus.
Zwischen 1783 und 1787 veröffentlichte Laurent Pierre Bérenger seine Soirées provençales (Provenzalischen Abende) oder Lettres de M. Bérenger écrites à ses amis pendant ses voyages dans sa patrie (Briefe von M. Berenger an seine Freunde während seiner Reisen durch die Heimat). Er verwendete ein Kapitel auf die Desserts de Noël, von denen er eine Liste erstellte. Er erwähnt Feigen, Trauben, Rosinen, Trockenpflaume aus Brignoles, Orangen, Äpfel, Birnen, Cédrats Confits, Biscuits, Nougat, aber auch er erwähnt nichts von einer feststehenden Anzahl.
In den 1820ern erstellte der Präfekt Christophe de Villeneuve-Bargemon die Statistique du département des Bouches-du-Rhône. Eines seiner Ziele war es, die Gebräuche des Départements darzustellen. Erstmals in der Literatur spricht er von einem Gros Soupé und den Calenos. Diese werden beschrieben als „Desserts, die je nach Vermögen der Familie mehr oder weniger reich ausfallen und aus Kuchen, getrockneten Früchten, Konfitüren, Keksen und Zuckerzeug, Pompes und Kastanien bestehen“.

### Die Rolle der „Félibres“

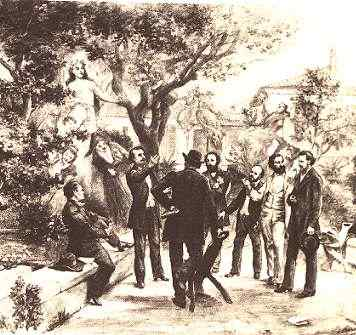
Versammlung der Félibrige in Font-Ségugne 1854.

1854 versammelte sich in Font-Ségugne, bei Châteauneuf-de-Gadagne, die sieben félibres bei ihrem „chef de file“ Frédéric Mistral. Sie hatten sich zum Ziel gesetzt, nicht nur die langue provençale zu erhalten und wiederzubeleben, sondern auch die Identität der Provence durch ihre Feste und Gebräuche zu erhalten. Mistral hatte niemals die Anzahl der Desserts am Weihnachtsabend benannt. Aber einer seiner Schüler, François Mazuy, redigierte im Gründungsjahr der Félibrige Chroniken über die Gebräuche von Marseille. Er verzeichnet die Rituale der Fêtes Calendales, lässt sich dabei auch lebhaft über die Gebräuche des Gros Souper aus und nummeriert die Desserts. In seinen Aufzeichnungen finden sich Feigen, Rosinen, Mandeln, Nüsse, Birnen, Orangen, Kastanien, Nougat und Vin Cuit.
1885 schreibt ein Chronist, Edmond de Catelin (genannt Stephen d’Arvre), dass „das Gros Souper nichts weiter als eine Legende ist“. Als er auf die reich beladene Tafel zu sprechen kommt, hält er erstmals eine feststehende Anzahl fest.
Am Anfang des 20. Jahrhunderts entstand die Mode nostalgischer provençalische Weihnachtsfeiern auszurichten. Aber auch da verzeichnen die Festmenüs nur selten die Anzahl der Desserts de Noël. 1903 veröffentlichte beispielsweise Thomas A. Janvier das Buch The Christmas Kalends of Provence. Er beschreibt ein Gros Souper, zu dem er in Saint-Rémy-de-Provence eingeladen war und lässt sich aus über die Fülle der Speisen und die Tradition, die fordert, dass zu diesem Ereignis „mindestens sieben Deserts Serviert werden.“
Verbreitung
Die erste Erwähnung der Treize Desserts findet sich erst 1925. In einer Weihnachtsausgabe des Journals La Pignato, schrieb der Doktor Joseph Fallen aus Aubagne, ein Vorsitzender der Félibrige: „Da gibt es eine Menge an Leckereien, von Köstlichkeiten, die Treize Desserts: Es müssen dreizehn sein, ja, dreizehn, nicht mehr wenn sie so wollen, aber auch ja nicht eins weniger.“
In seiner Aufzählung stehen die Pachichòis (auch: Quatre mendiants = „Vier Bettler“: Feigen, Mandeln, Nüsse und Rosinen) am Anfang, die unter anderem dazu serviert werden, um den Nougat du pauvre (Nougat des capucins) vorzubereiten. Es folgen Haselnüsse, Pistazien, und Raisin Muscat (Muskatellertrauben). Als Nächstes kommen Sorbes (Vogelbeeren?), Datteln, Äpfel, Birnen, Orangen und als letztes eine Melone, „leicht zerknittert“. Die Liste wird ergänzt durch Grappes de Clairette, Confitüre, L’Eau de Coing („Quittenwasser“), Kastanien und Vin Cuit. Erst danach kommen die traditionellen Desserts: die Pompe à l’huile d’olive, die Fougasse, die Oreillettes (Brandteig), Nougats blanc, Noir & Rouge, Biskuits und Zuckerzeug (sucreries) und sogar Käse.
Im folgenden Jahr schrieb die Romanziere Marie Gasquet in Une enfance provençale: „an Noël braucht es dreizehn Desserts, dreizehn Platten Süßigkeiten, zwölf für die Produkte des Landes, des Gartens, die dreizehnte viel schöner, voll mit Datteln“.
Anfang der 1930er widmete das Musée du Terroir Marseillais einen Raum dem Repas de Noël; zu dieser Zeit begann sich die Tradition zu etablieren. Und 1946 berichtet Tounin Virolaste, Chronist des Armana prouvençau, während er sich auf Museon Arlaten bezieht, Frédéric Mistral habe niemals mehr als elf Desserts auf der Tafel des Gros Souper aufgetischt. Er fährt fort: „In der Grafschaft Venaissin wollen die Leute immer, dass es dreizehn sind, und sicherlich auch in anderen Gegenden. Es werden Dreizehn!“ Somit hatte sich die Tradition des Comtat Venaissin durchgesetzt.

### Cinquante-cinq Variétés (55 Variationen)
Je nach Region, Ort und Familie variiert die Zusammensetzung. Daher zählt man 55 Variationen. Trotzdem besteht die Versuchung, bestimmte Desserts als Kanon festzulegen. Darüber hinaus erfolgt auch eine Kommerzialisierung der Tradition, wie man unter anderem an einer Kampagne von vier Vereinigungen aus Aix-en-Provence erkennen kann, die eine Liste de treize Desserts als Referenz veröffentlicht haben.
Selbst die Liste des Musée des Arts et Traditions populaires du Terroir marseillais ist nur ein Anhaltspunkt.

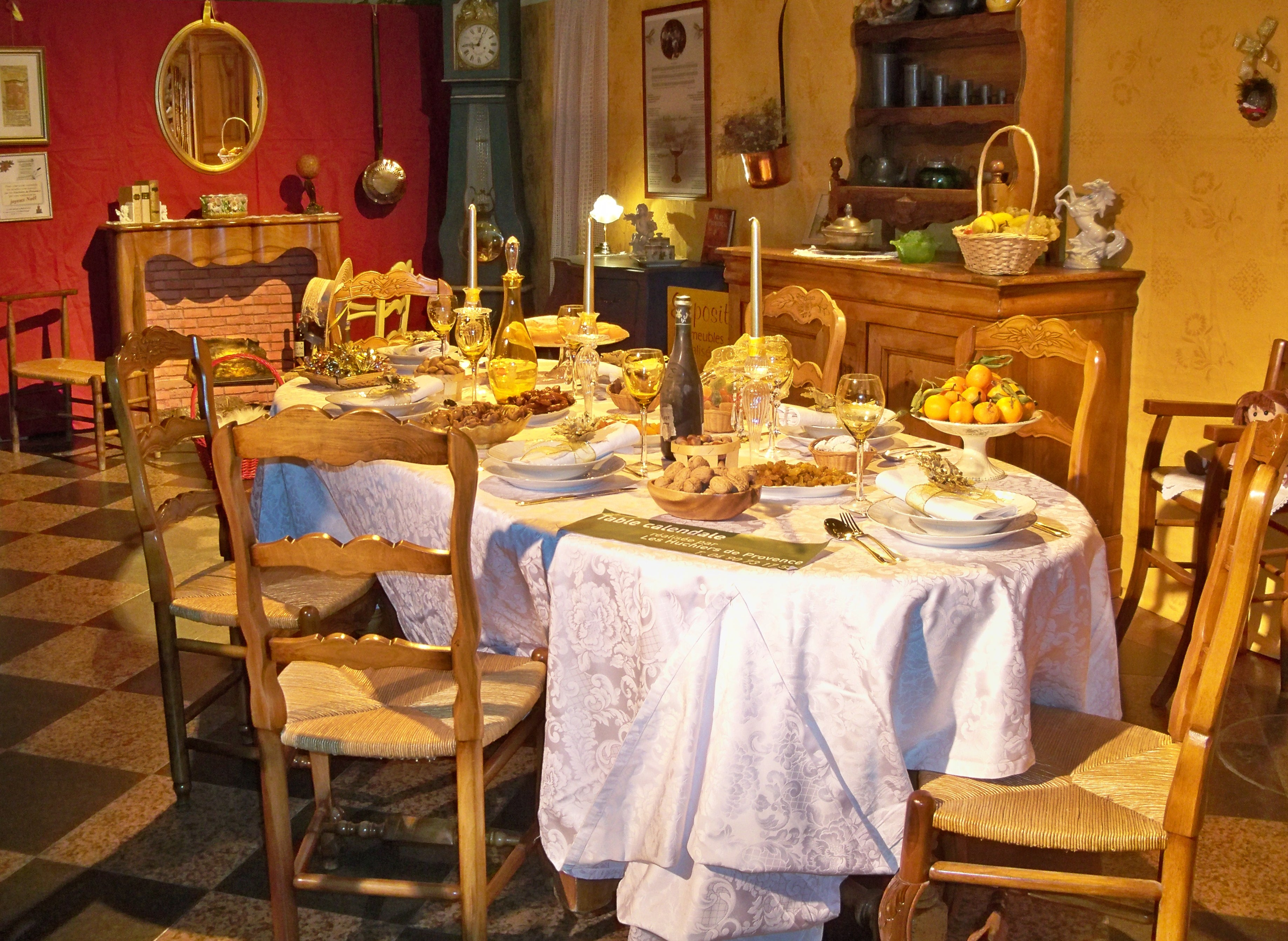
Tafel des Gros Souper mit den drei Stockwerken und den Treize Desserts.
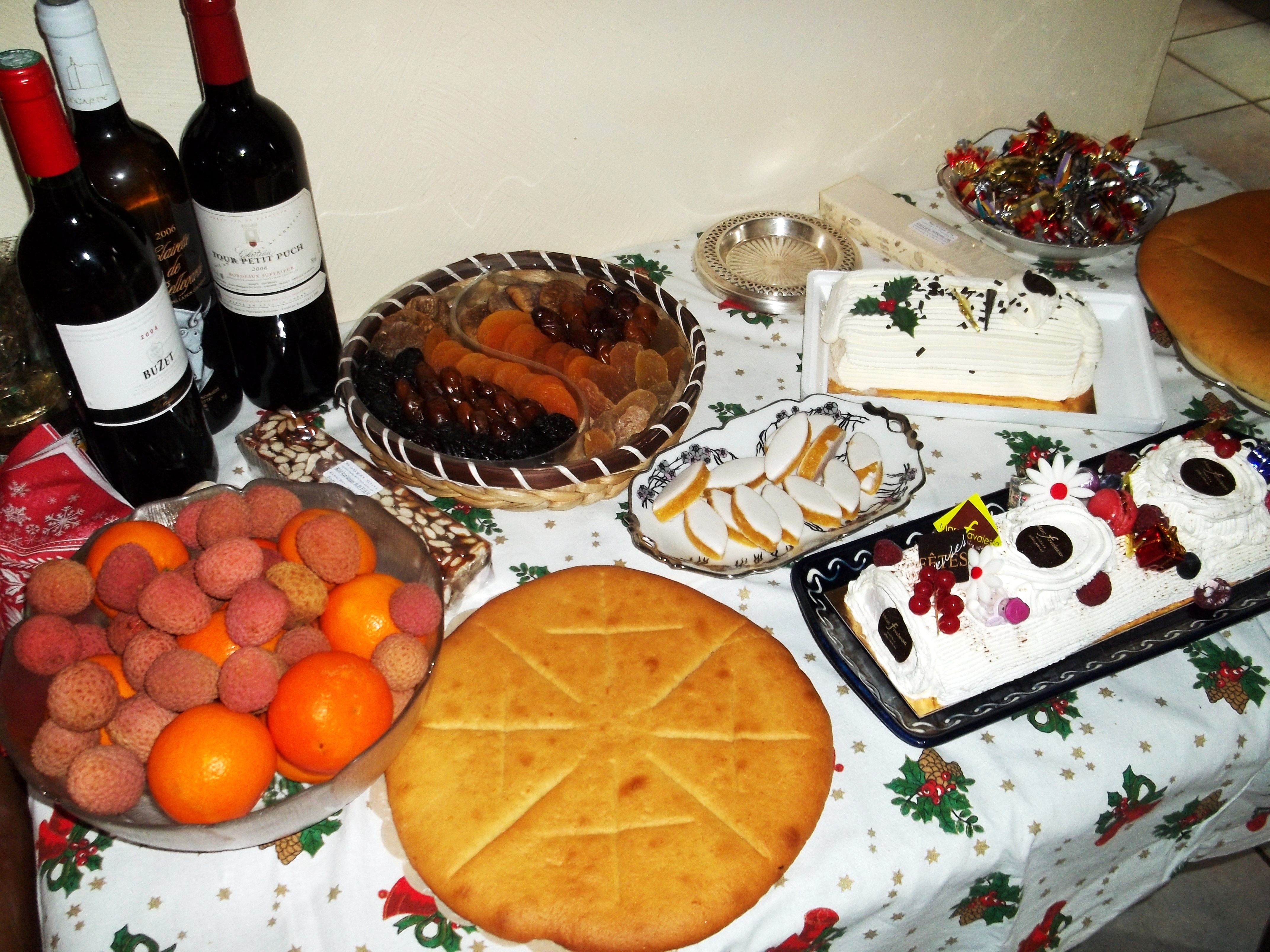
Les treize desserts en Provence

Diese Liste zählt auf: Pompe à l’Huile (pòmpa a l’òli) oder Fougasse d’Aigues Mortes à la fleur d’oranger, Quatre mendiants (Walnüsse und Haselnüsse, Feigen, Mandeln und Rosinen), Äpfel, Birnen, le Verdaù (Grüne Melone), Nougat noir & Nougat blanc, Cormier (Sorbes) und frische Trauben. Zusätzlich können Mandarinen, Confiseries (Schokolade, Fruits confits, Calissons), Pâte de Coing (Quittenkonfekt) oder andere Pâtes de fruits, Bugnes (Beignet), Oreillettes und immer Datteln, als einzige exotische Frucht und Erinnerung an die Flucht nach Ägypten (Das „O“, welches auf dem Kern zu sehen ist, soll an den Ausruf von Maria, Josef und Jesus erinnern, als sie in Ägypten die Frucht aßen.) Das Nougat soll übrigens an die Heiligen Drei Könige erinnern.
Weitere Varianten: Tourtes, Raisins de Saint-Jeannet, Pflaumen von Brignoles (Pignolats), Cédrats confits, Confitures de fruit au moût de raisin, Galettes au lait parfumées mit Fenchel und Kümmel, und den berüchtigten Cachat.
Gourmets machen den „Nougat du Pauvre“, indem sie eine Nuss in eine getrocknete Feige oder Dattel platzieren. Aus Mandarinen- oder Orangenschalen werden Lampions gefertigt, die an die Weihnachtskrippe gestellt werden und die angenehmen Duft verströmen.